# Hải sản

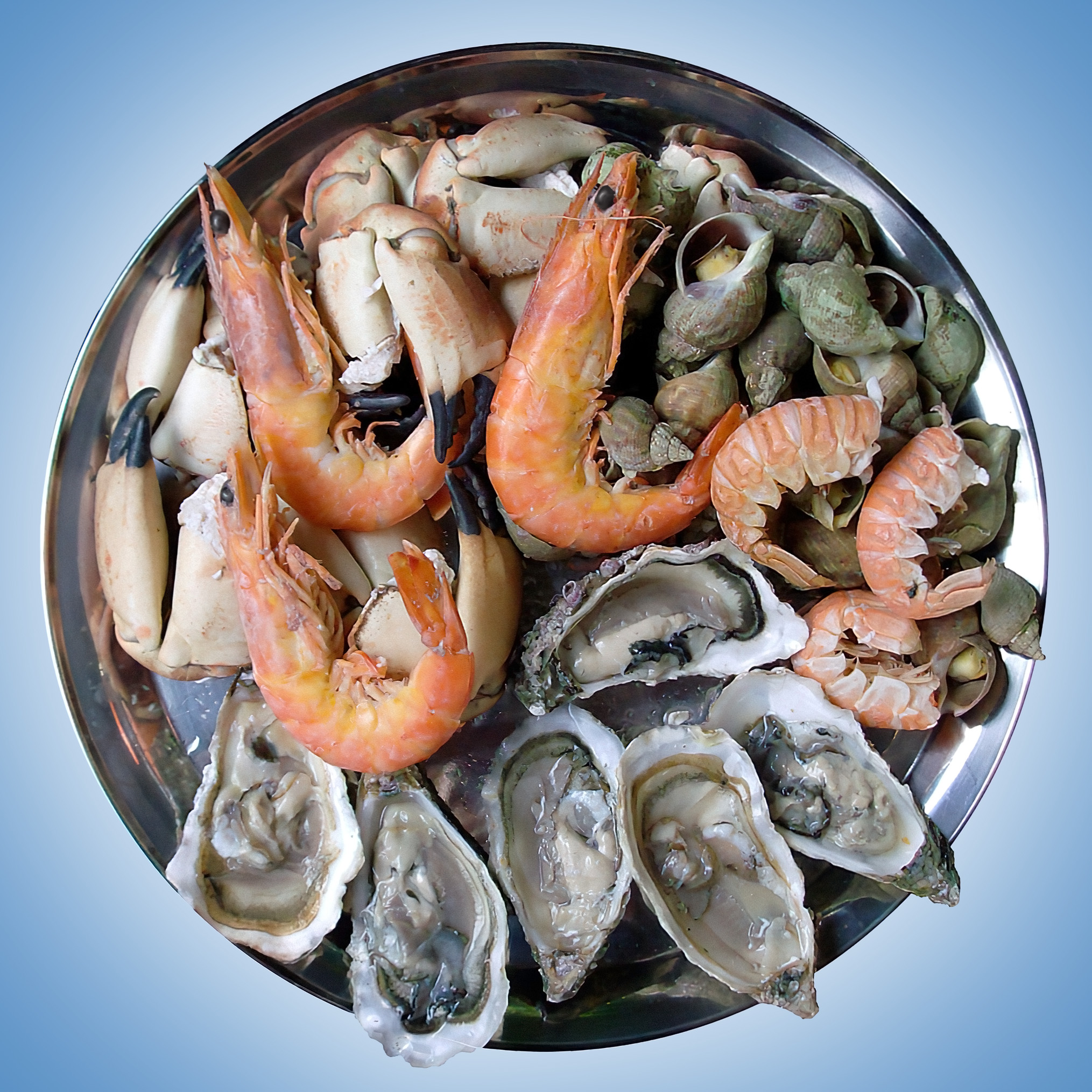
Một số loại hải sản

Hải sản hay đồ biển với nghĩa rộng, thủy hải sản là bất kỳ sinh vật biển được sử dụng làm thực phẩm cho con người. Hải sản bao gồm các loại cá biển, động vật thân mềm (bạch tuộc, mực, tôm, nghêu, sò, ốc, hến, hàu...), động vật giáp xác (tôm, cua và tôm hùm), động vật da gai (nhím biển). Ngoài ra, các thực vật biển ăn được, chẳng hạn như một số loài rong biển và vi tảo . Hải sản được ăn thông dụng trên thế giới, đặc biệt là ở châu Á. Tại Bắc Mỹ, mặc dù không thường ở Vương quốc Anh, hải sản được sử dụng thông dụng. Việc khai thác hải sản hoang dã được tập trung lại thông qua hoạt động đánh bắt cá và nuôi trồng thủy sản, nuôi trồng hải sản, hay là việc nuôi cá.

## Giá trị

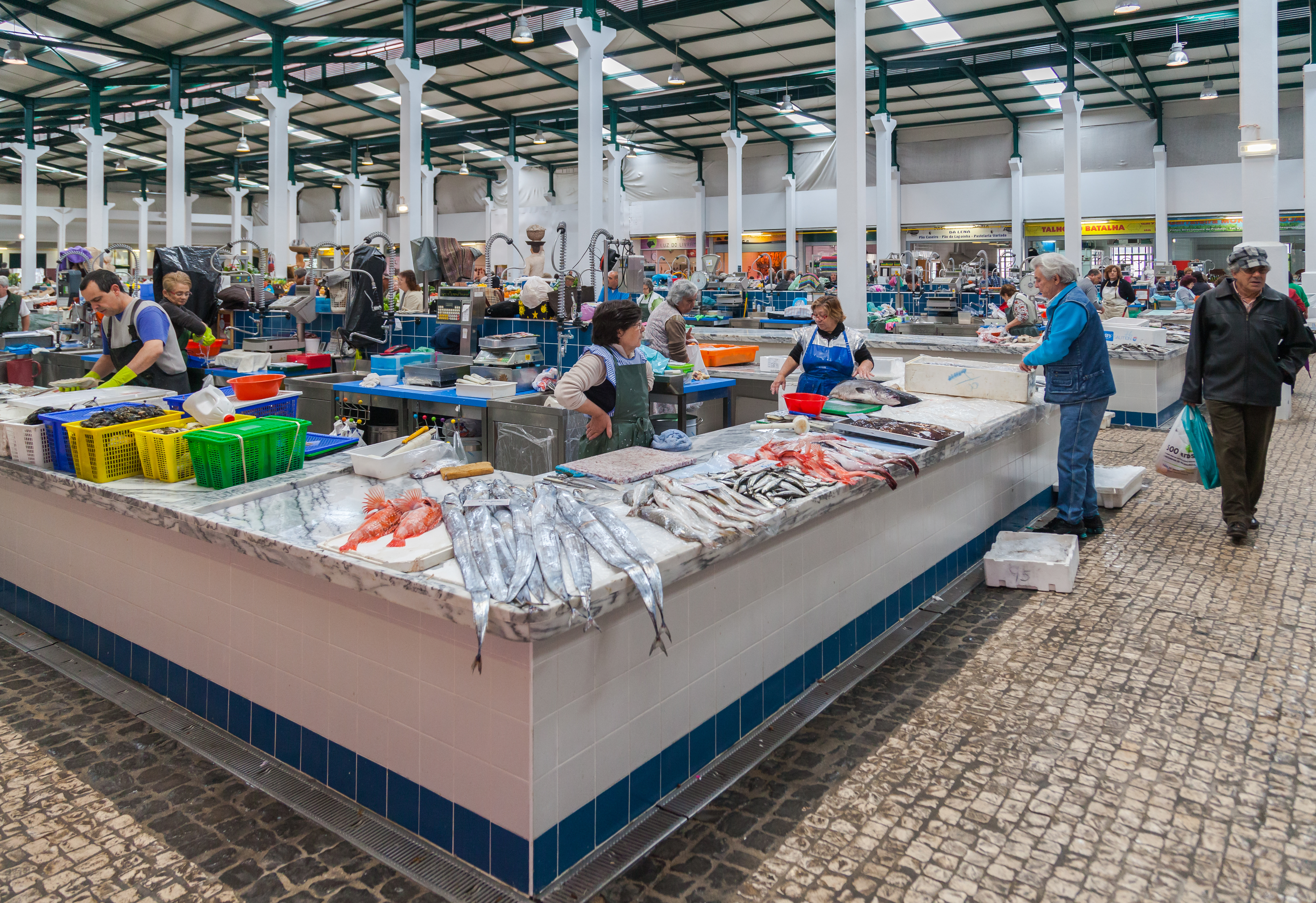
Chợ hải sản tươi tại Setúbal, Bồ Đào Nha

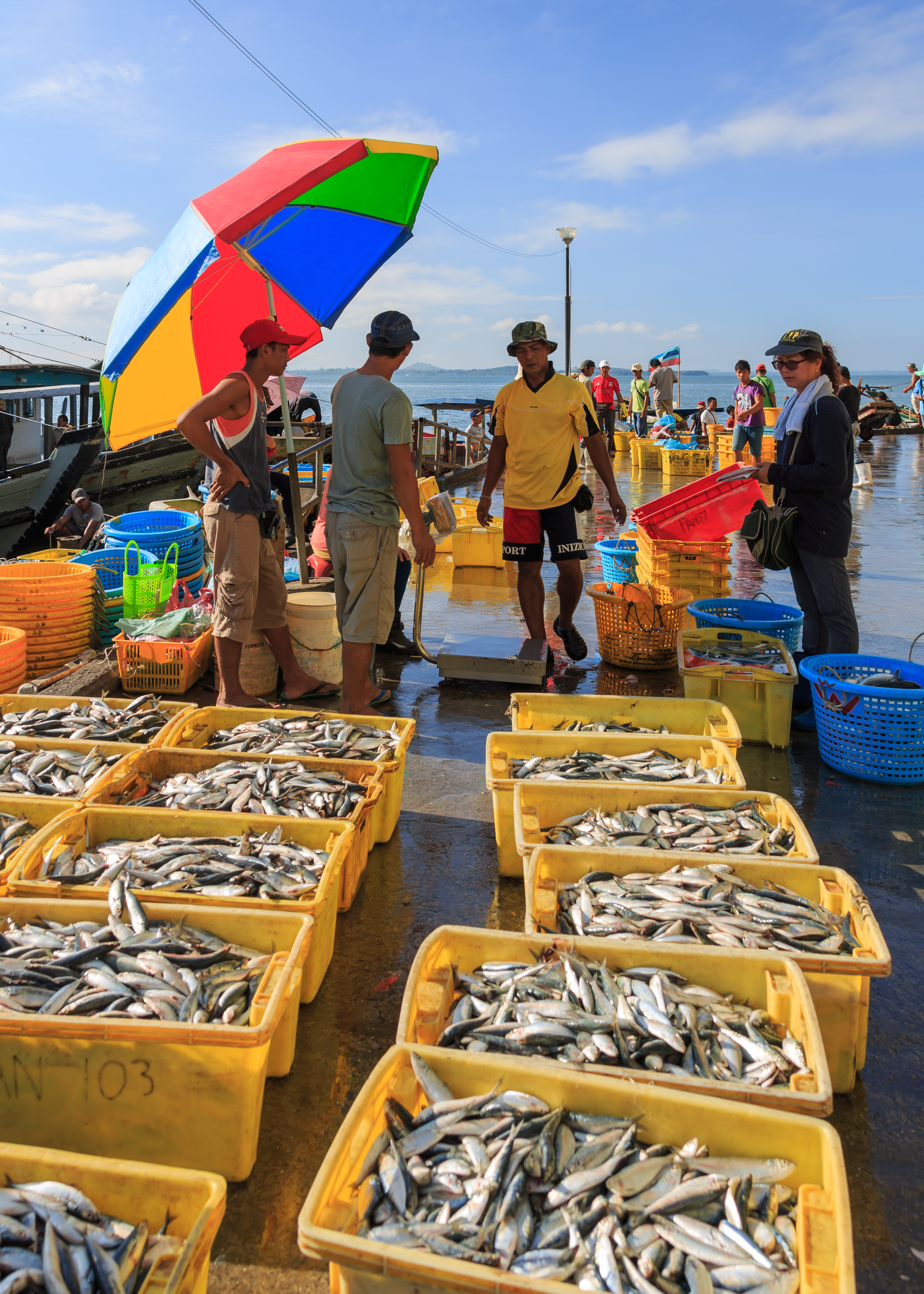
Ngư dân bán hải sản sau khi đánh bắt ngay tại bến cảng Sandakan, Malaysia

Hải sản là một nguồn quan trọng cung cấp protein trong khẩu phần ăn trên khắp thế giới, đặc biệt là ở các vùng ven biển.Hải sản là nguồn thực phẩm quan trọng của con người. Hải sản không những có hương vị thơm ngon mà còn có giá trị dinh dưỡng cao. Nhiều loại hải sản được dùng làm thực phẩm và được chế biến làm nhiều món ăn, có mùi vị thơm ngon, màu sắc hấp dẫn.
Hải sản có thể ngăn ngừa bệnh tim mạch. Hàm lượng cholesterol trong trứng tôm, cua và các loại hải sản có vỏ cứng tương đối cao, ăn nhiều sẽ khiến cho cholesterol trong cơ thể tăng lên. Các loại hải sản như cá, tôm, cua, nghêu, sò huyết... có hàm lượng đạm khá cao. Nếu dùng chúng kèm với thức uống là bia thì có hại vì bia cản trở quá trình bài tiết đạm thừa ra khỏi cơ thể.
Trong các chất đạm của hải sản chứa nhiều purin và axit glycoisides rất dễ kết hợp với vitamin B1 có trong bia để tạo thành những hợp chất khó thải loại khỏi cơ thể. Lượng đạm thừa không được bài tiết đó sẽ đọng lại trong các khớp xương và mô cơ, gây nên chứng bệnh sưng nóng, đỏ đau các khớp và cơ. Tình trạng này nếu tái diễn nhiều lần và kéo dài thời gian lắng đọng sẽ làm tổn hại thật sự cho khớp như bệnh gút, là hậu quả nặng nề của rối loạn chuyển hoá chất đạm trong cơ thể.

## Chế biến

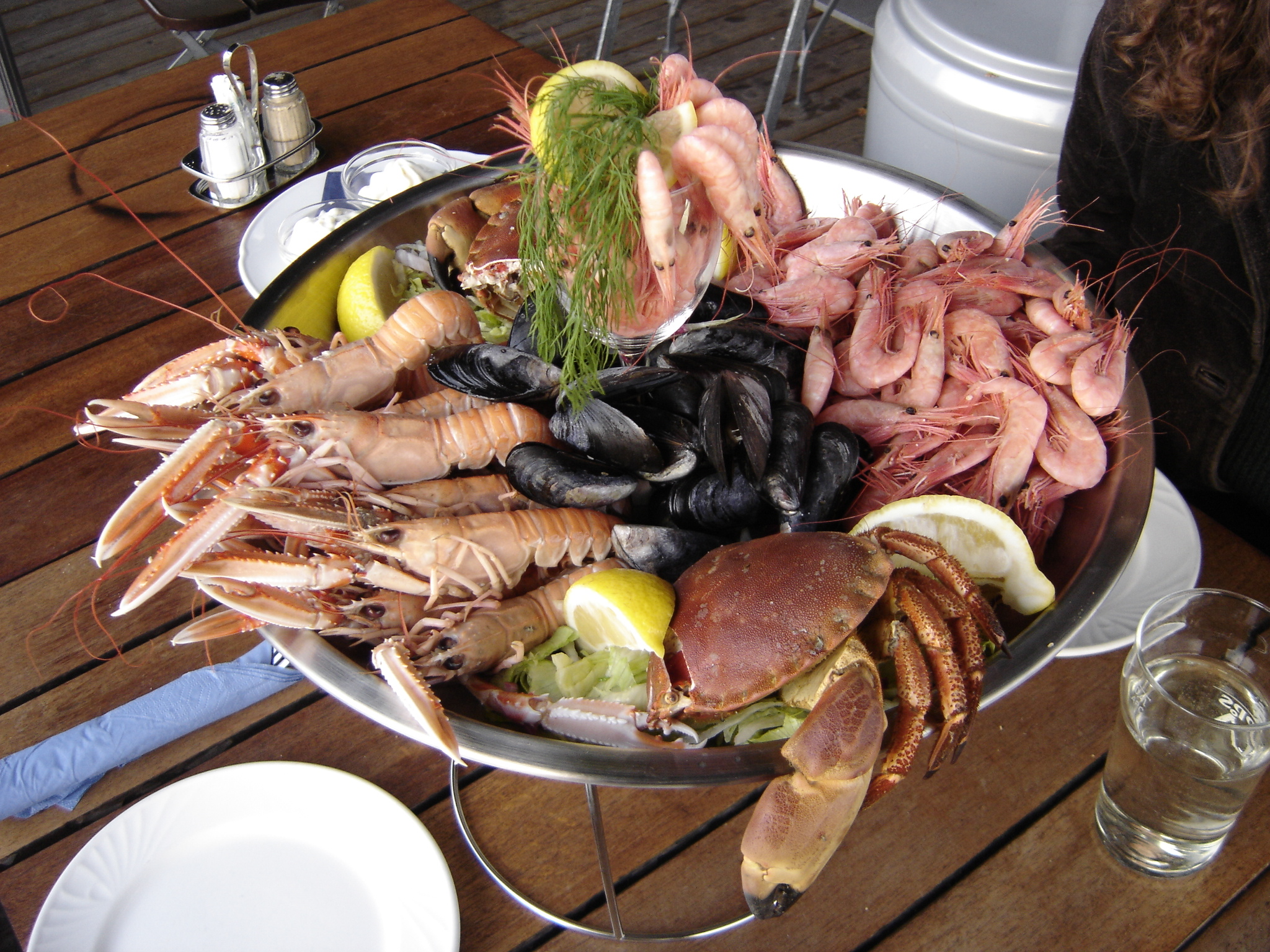
Một dĩa hải sản

Hải sản là nguồn thực phẩm có giá trị dinh dưỡng cao, mang lại nhiều lợi ích cho sức khỏe. Vì hải sản có mùi tanh, nên điều quan trọng nhất trong việc chế biến hải sản là phải khử được mùi tanh. Tùy thuộc vào từng loại hải sản mà bạn sẽ phải lựa chọn phương pháp chế biến khác nhau. Cụ thể là:
Nướng vỉ: phương pháp này có thể áp dụng đối với mọi loại hải sản. Tuy nhiên, kỹ thuật nướng khác nhau tùy thuộc vào loại hải sản chế biến. Đối với những loại cá nhỏ, ít thịt, mình mỏng như cá chỉ vàng hoặc cá bơn, nên cuộn chúng trong giấy bạc trước khi đặt lên vỉ nướng, để chúng không bị vỡ và rơi ra ngoài. Nguyên tắc này cũng được áp dụng với các loại hải sản có vỏ như tôm hoặc sò điệp vì chúng có thể lọt qua khe của vỉ nướng. Nướng vỉ đặc biệt thích hợp với các miếng thịt dày và thịt phi lê từ những loại cá lớn như cá hồi, cá kiếm.
Rang: Rang giúp tạo ra một lớp vỏ giòn ở bên ngoài trong khi vẫn giữ được độ ẩm cho thịt. Điều này đặc biệt quan trọng đối với các loại hải sản cần phải nấu nhanh như sò, điệp, vốn rất dễ bị dai nếu đun nóng quá lâu. Cách chế biến này cũng phù hợp với các loại thịt phi lê cần có lớp vỏ vàng và giòn. Phương pháp rang khá đơn giản, chỉ cần đặt chảo lên bếp và đun nóng rồi cho hải sản vào. Chú ý điều chỉnh nhiệt độ và lật trở đều tay để món ăn không bị cháy.
Kho, rim: Món kho, rim đòi hỏi phải sử dụng thêm một số gia vị đi kèm như dầu ăn, nước dùng (nước lèo), bơ, gia vị, hương liệu… Phương pháp này chỉ phù hợp với các loại cá có thịt chắc và cứng. Món ăn, nhờ vậy, sẽ mềm và có hương vị nhẹ nhàng, thơm ngon hơn. Những loại cá nhiều thịt như cá hồi, cá bơn rất thích hợp để kho hay rim.
Nướng hoặc quay bằng lò: Đây là phương pháp nấu khá đơn giản và tiện lợi cho các món cá, dưới mọi hình thức từ phi lê, thái khúc cho đến nguyên con. Chỉ cần bọc toàn bộ phần hải sản muốn nướng hay quay vào trong giấy bạc (để giữ cho thịt cá vẫn có độ ẩm, không bị bốc hết hơi nước trong quá trình nướng) cùng với những loại gia vị, thảo dược có mùi thơm. Đối với những loại cá có nhiều dầu như cá hồi hoặc cá thu thì không cần sử dụng giấy bạc vì thịt sẽ vẫn còn độ ẩm sau khi nướng. Khi nướng cá nguyên con, có thể dùng thêm khoai tây, cà rốt, hành trang trí xung quanh khay nướng hoặc nhồi vào bụng cá, tương tự như nướng, quay các loại thịt gia cầm.
Chiên giòn: Nếu có đầy đủ các dụng cụ để phục vụ cho món chiên giòn, nên chế biến hải sản theo cách này. món chiên giòn cần lựa chọn đúng loại bột chiên phù hợp. Hải sản có hương vị khá nhẹ, do đó, cần pha chế bột chiên nhạt, không quá đậm đà, không cho nhiều gia vị hoặc có mùi quá nồng. Nhiều loại hải sản nào cũng có thể chiên giòn nên thái hải sản thành những miếng nhỏ và mỏng để chúng kịp chín trước khi lớp bột bên ngoài bị cháy. Những loại hải sản có vỏ như tôm, sò, điệp và trai cũng là những chọn lựa dành cho các món chiên giòn.
Ở Việt Nam, nguồn lợi hải sản của Việt Nam được đánh giá vào loại phong phú trong khu vực, ngoài cá biển, còn nhiều loại đặc sản có giá trị kinh tế cao như tôm, cua, mực, hải sâm, trong đó cá ngừ đại dương là một trong 3 mặt hàng thủy sản xuất khẩu chủ lực của Việt Nam. tuy vậy một số loại hải sản vẫn được nhập khẩu từ Trung Quốc.

## Nguy cơ
Đối với những người hay ăn hải sản sống hay ăn tái thì có những khuyến cáo về những nguy cơ đối với sức khỏe do hải sản sống thường có các loại trực khuẩn thương hàn, lỵ, tả... tôm sống thường mang ấu trùng sán lá phổi. Các loại hải sản như bạch tuộc, sò, ốc, sam, cá nóc, cá nhồng, cá đối... có thể gây ngộ độc thực phẩm khi ăn sống. Chất đạm trong hải sản có chứa histidin, khi ăn vào cơ thể chất này sẽ thành histamin. Các loại hải sản sống vùng biển gần bờ dễ bị nhiễm các độc chất, các kim loại nặng thải ra từ công nghiệp, sông ngòi, do vậy nếu dùng hải sản sống dễ bị ngộ độc, nhiễm độc. Hải sản còn mang nhiều vi sinh vật sống cộng sinh, nên khi ăn sống các vi sinh vật đó vào cơ thể gây ngộ độc.